# Sebastião Rodolfo Dalgado

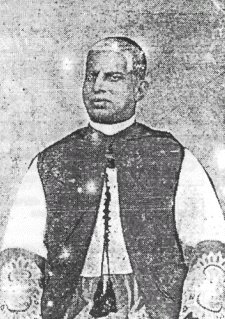
Sebastião Rodolfo Dalgado

Sebastião Rodolfo Dalgado (Goa, Goa Norte, Bardez, Assagão, 8 de Maio de 1855 — Lisboa, 4 de Abril de 1922), foi um sacerdote católico, missionário, orientalista, académico e professor universitário, que se distinguiu como linguista e etimologista no estudo da influência do português nas línguas do sueste asiático. Foi sócio-correspondente da Academia das Ciências de Lisboa, eleito em 27 de Julho de 1911.

## Biografia
Sebastião Rodolfo Dalgado nasceu em Assagão, hoje Assagaum, Bardez, Goa, no seio de uma família brâmane católica que depois da conversão ao cristianismo mudara o apelido de "Desai" para "Dalgado". Segundo filho de Ambrósio Dalgado, um proprietário rural com terras em Bardez, e de Rosa Florinda de Souza, teve seis irmãos e uma irmã. Entre os irmãos contam-se Daniel Gelásio Dalgado, que foi médico director dos serviços de saúde do principado de Sawantwadi e notável botânico, Patrocínio Dalgado, oftalmologista, e Eduardo Dalgado, advogado em Lisboa.
Após a conclusão dos estudos elementares em Assagaum, concluiu os estudos secundários em Mapuçá e entrou para o Seminário de Rachol (Raitur), onde foi ordenado padre em 1881. Considerado o melhor aluno do seu curso, foi seleccionado para prosseguir estudos, seguindo depois para Roma, onde se matriculou no Seminário de Santo Apolinário.
Em Roma doutorou-se em Direito Canónico e em Direito Romano, tendo sido autorizado excepcionalmente a apresentar provas de doutoramento, com dispensa de curso, em Sagrada Teologia, sendo também aí aprovado.
Depois de breve uma estadia em Lisboa, em 1884 regressou a Goa nomeado missionário régio, onde o Patriarca das Índias Orientais, Dom António Sebastião Valente, o designou inspector dos seminários e escolas do Padroado do Oriente e professor de Sagradas Escrituras e Direito Canónico no Seminário de Rachol. Desempenhou ainda as altas funções de desembargador da Relação Eclesiástica de Goa.
Exerceu posteriormente intensa actividade missionária na Índia, tendo sido vigário-geral da ilha de Ceilão e superior da missão portuguesa na cidade de Colombo, abolida pela Concordata de 1886, e depois em Calcutá, onde fundou um escola para raparigas e um dispensário para os pobres em Nagori, e Dacca, então no Bengala oriental. Esta actividade possibilitou-lhe um contacto estreito com diversas comunidades linguísticas, o que lhe permitiu adquirir o domínio de várias línguas indianas, nomeadamente malaiala, canarês, tâmil, cingalês e bengali. Contudo, a aprendizagem destas línguas só foi possível graças ao seu profundo conhecimento do sânscrito. Entre 1893 e 1895 foi vigário-geral em Honnawar, Karnataka, servindo uma comunidade de língua concani e canaresa, idioma que aprendeu. Também esteve algum tempo e Sawantwadi, com seu irmão Gelásio Dalgado, ali médico, aprendendo outros dialectos do concani.
Quando foi vigário geral de Ceilão rejeitou a mitra de bispo que a Congregação de Propaganda Fide lhe oferecera, provavelmente no contexto da disputa entre Portugal e a Santa Sé sobre a extensão e prerrogativas do Padroado do Oriente.
Durante a sua estadia no Ceilão, escreveu vários sermões e homilias no dialecto indo-português do Ceilão que inclui no seu trabalho Dialecto Indo-Português de Ceilão, publicado no ano de 1900 nas Contribuições da Sociedade de Geografia de Lisboa, no âmbito da comemoração do centenário do descobrimento do Caminho Marítimo para a Índia.
A sua primeira obra publicada foi a primeira parte do Dicionário Concani-Português, escrito usando os alfabetos devanagari e latino, que foi publicado em 1893 na cidade de Bombaim. Em 1895 fixou-se em Lisboa, onde terminou a publicação do Dicionário Concani-Português (saído em 1905) e se dedicou ao estudo da influência da língua portuguesa sobre as línguas do subcontinente indiano.
Atendendo aos seus estudos e trabalhos publicados, em 1907 foi nomeado professor da cadeira de Sânscrito do Curso Superior de Letras, transitando depois para o corpo docente fundador da Faculdade de Letras da Universidade de Lisboa, quando, em 1911, aquele curso foi integrado na Universidade de Lisboa, criada nesse ano.
Em 1911 foi eleito sócio correspondente da Academia das Ciências de Lisboa e recebeu o título de Doutor em Letras, que lhe foi conferido pelo Conselho da Faculdade de Letras de Lisboa como consagração ao seu saber e inteligência.
Sofria de diabetes, o que obrigou a que lhe fossem amputadas ambas as pernas (1911 e 1915), o que o forçou a permanecer nos seus aposentos confinado a uma cadeira de rodas. Face à sua incapacidade, a Faculdade de Letras concedeu uma prerrogativa particular de exercer as funções de catedrático em sua casa, onde os seus alunos o rodeavam para ouvirem as suas lições. Também manteve a celebração diária da missa, o que fazia na sua cadeira de rodas por autorização especial das autoridades religiosas.
Quando faleceu, a 4 de Abril de 1922, as suas exéquias fúnebres mostram o prestígio que granjeara. Estiveram presentes o Patriarca de Lisboa, o Núncio Apostólico em Lisboa, o Ministro da Instrução Pública e representantes das faculdades e academias de Lisboa. O eulogio fúnebre foi pronunciado pelo cónego José de Santa Rita e Sousa, professor da Escola Superior Colonial, onde leccionava a cadeira de Língua Concani. A cobertura da imprensa foi grande, com reflexos em todo o mundo lusófono.
Foi filólogo eminente, publicando, entre outras obras, um Glossário Luso-Asiático em dois volumes. Foi ainda autor de obras marcantes no campo do orientalismo português como: Dialecto Indo-Português de Ceilão; Dicionário Português-Concani; Dialecto Indo-Português de Bombaim e Subúrbios; Influência do Vocabulário Português em Línguas Asiáticas; Dialectos Indo-Portugueses de Goa, Ceilão e Damão; Rudimentos de Língua Sânscrita; e Provérbios Indianos.
A suas obras mereceram grandes elogios, entre os quais o do Doutor Gonçalves Viana que apreciando a sua obra intitulada a Influência do Vocabulário Português nas Línguas Asiáticas a classificou como um trabalho de largo fôlego que talvez nenhum outro sábio português ou mesmo estrangeiro, poderia levar a cabo satisfatoriamente, e a do filólogo brasileiro Dr. Solidónio Leite que afirmou somente o Monsenhor Dalgado poderia empreender e executar aquelas obras o que atestam sobejamente o valor excepcional desse grande homem.
Como reconhecimento da sua obra, em 1904 recebeu as honras de capelão honorário do Papa extra urbem, com direito ao uso do título de Monsenhor. Foi sócio da Sociedade de Geografia de Lisboa (1895), membro do Instituto de Coimbra (1896), Doutor Honoris Causa pela Faculdade de Letras da Universidade de Lisboa (1911), sócio correspondente da Academia das Ciências de Lisboa (1911) e seu membro (1922) e membro da Royal Asiatic Society de Londres (1921). Em 1922, a Academia de Ciências de Lisboa, à qual legou os cerca de 300 documentos que constituem o Fundo Monsenhor Dalgado, admitiu-o a título póstumo como seu membro. A par com Shenoi Goembab e Cunha Rivara, é considerado um dos pioneiros da defesa da língua concani.
A cidade de Lisboa homenageou-o na sua toponímia dado o seu nome a um largo situado na freguesia de São Domingos de Benfica.
Em 1955 os Correios do Estado da Índia emitiram um selo postal de 1 real comemorativo do centenário do nascimento de Monsenhor Sebastião Rodolfo Delgado, acompanhado por um postal ilustrado concordante, contendo a fotografia do homenageado.
Em 1989 foi criada em Panaji a "Dalgado Konknni Akademi", uma academia destinada a promover o uso da língua concani na sua forma de escrita utilizando o alfabeto latino (a Romi lipi Konkani). A Dalgado Konkani Academi estabeleceu o Monsignor Sebastiao Rudolfo Dalgado Award destinado a premiar anualmente acções que favoreçam o uso e o estudo do concani.

## Obras publicadas
- Berço de uma cantiga em indo-português : a memoria de Ismael Gracias / Sebastião Rodolfo Dalgado. - [S.I. : s.n.], 1921 (Porto : Tip. Sequeira. - 7 p. ; 26 cm. - Separata da "Revista Lusitana", vol. XXII.
- Contribuições para a lexiocologia luso-oriental / Sebastião Rodolfo Dalgado. Lisboa: Academia das Sciências, 1916. Encad., 192 p.
- Dialecto indo-português de Ceilão / Sebastião Rodolfo Dalgado ; introd. Ian Smith, trad. Susana Serras Pereira. - Lisboa : Comissão Nacional para as Comemoraçöes dos Descobrimentos Portugueses, 1998. - 304 p. ; 24 cm.
- Dialecto indo-português de Gôa / Sebastião Rodolpho Dalgado. - 2ª ed. - Rio de Janeiro : J. Leite & C., 1922. - V, 22p. : il. ; 23 cm
- Dialecto indo-português de Goa ; dialecto indo-português do norte / Sebastião Rodolpho Dalgado. - Porto ; Lisboa : Typographia de A. F. Vasconcellos, Successores : imprensa nacional, 1900-1906. - 22, 62 p. ; 24 cm
- Diccionario komkani-Portuguez : philologico -etymologico / Sebastião Rodolpho Dalgado. - 2ª ed.. - New Delhi : Asian Educational Services, 1983. - XXXVII, 561 p. ; 22 cm
- Diccionario komkani-Portuguez : philologico-etymologico / Sebastião Rodolpho Dalgado. - Bombaim : Typographia do Indu-Prakash, 1893. - XXXVII, 559 p. ; 22 cm
- Diccionário portuguez-komkani / Sebastião Rodolpho Dalgado. - Lisboa : Imprensa Nacional, 1905. - XXXII, 906 p. ; 23 cm
- Diccionário portuguez-komkani / Sebastião Rodolpho Dalgado. - 2ª reimp.. - New Delhi : Asian Educational Services, 1986.
- Estudos sobre os crioulos indo-portugueses / Sebastião Rodolfo Dalgado ; introd. de Maria Isabel Tomás. - Lisboa : CNCDP, 1998. - 187 p.
- Florilégio de provérbios concanis / Sebastião Rodolfo Dalgado. - Coimbra : Imprensa da Universidade, 1922. - 335, [6] p. ; 23 cm
- Florilégio de provérbios concanis/ trad. com. Sebastião Rodolfo Dalgado. - Coimbra : Imprensa da Universidade, 1922. - XX, 335 p. ; 23 cm
- Glossário luso-asiático / Sebastião Rodolfo Dalgado. - 2ª reimp.. - New Delhi : Asian Educational Services, 1988. - 2 v. ; 25 cm
- Glossário luso-asiático / Sebastião Rodolfo Dalgado. - Coimbra : Imprensa da Universidade, 1919. - 2 v. ; 25 cm
- História de Nala e Damayanti / Sebastião Rodolfo Dalgado. - Coimbra : Imprensa da Universidade, 1916-1917. - 155, 166 p. ; 24 cm
- Influencia do vocabulário português em línguas asiáticas / por Monsenhor S. Rodolfo Dalgado. - Coimbra : Imprensa da Universidade, 1913. - XCII, 249 p.
- Influência do vocabulário português em línguas asiáticas / S. Rodolfo Dalgado. - Coimbra : Imprensa da Universidade, 1913. - LXXXV, 249 p. : il. mapa ; 26 cm
- Primeiro plano geral da celebração nacional do quarto centenário da partida de Vasco da Gama para o descobrimento da Índia / trad. Sebastião Rodolfo Dalgado. - Lisboa : Imprensa Nacional, 1897. - 8 p. ; 32 cm. - Obra traduzida em Konkani (língua vernácula da Índia portuguesa).